# Костромское (Сахалинская область)
Костромско́е — село в Холмском городском округе Сахалинской области России, в 29 км от районного центра.

## География
Находится на берегу реки Костромы.
Немногим севернее села находится совхоз «Костромской».

## История
До 1945 года принадлежало японскому губернаторству Карафуто и называлось Коноторо (яп. 小能登呂). Переименовано в 1947 году, здесь преобладали переселенцы из Нерехтского района Костромской области.

## Население
| 1925 | 1935 | 2002  | 2010  | 2013  | 2021 |
| ---- | ---- | ----- | ----- | ----- | ---- |
| 501  | ↗929 | ↗1732 | ↘1332 | ↘1236 | ↘848 |

По переписи 2002 года население — 1732 человека (888 мужчин, 844 женщины). Преобладающая национальность — русские (88 %).

## Транспорт
Автобусным маршрутом № 165 Костромское связано с Холмском. Также в селе находится одноименный остановочный пункт Сахалинского региона ДВЖД.